# Lista das músicas mais tocadas no Spotify

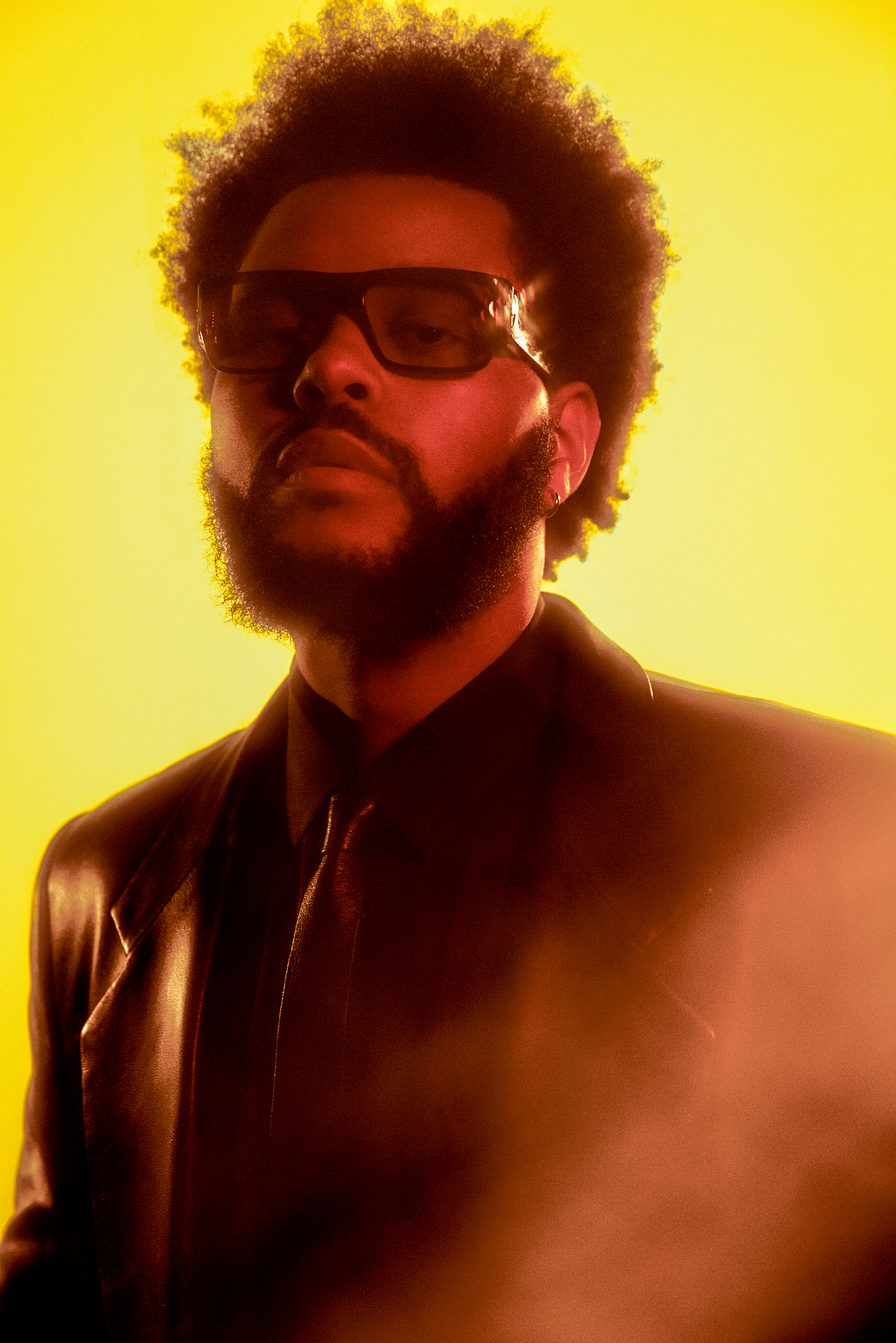
"Blinding Lights", de The Weeknd (foto), é a música mais tocada de todos os tempos no Spotify, com mais de 4.0 bilhões de streamings em Janeiro de 2024.

A lista a seguir contém as músicas mais tocadas na plataforma de streaming de áudio Spotify.
Desde Julho de 2023, "Blinding Lights", do cantor canadense The Weeknd, é a música mais tocada de todos os tempos no Spotify, enquanto "Dance Monkey", da cantora e compositora australiana Tones and I é a música mais tocada por uma artista feminina. O cantor canadense Justin Bieber detém o maior número de músicas na lista das 100 músicas mais tocadas, com seis entradas, enquanto Dua Lipa, cantora anglo-albanesa, tem o maior número de músicas no top 100 para uma artista feminina, com quatro entradas.
Antes de fevereiro de 2014, a música mais transmitida do Spotify era "Radioactive", da banda de pop estadunidense Imagine Dragons. Desde então, seis canções reivindicaram o topo do ranking, todavia a que ficou mais tempo foi "Shape of You", do cantor e compositor inglês Ed Sheeran.
Em Janeiro de 2024, um total de mais de 567 músicas ultrapassaram um bilhão de streamings no Spotify.

## 100 músicas mais ouvidas
A tabela a seguir lista as 100 músicas com mais streamings no Spotify, estes arredondados ao milhão mais próximo, bem como o(s) artista(s) e a data de lançamento.
| Pos.            | Canção                                 | Streams (bilhões) | Artista(s)                               | Data de lançamento      | Ref(s)          |
| --------------- | -------------------------------------- | ----------------- | ---------------------------------------- | ----------------------- | --------------- |
| 1               | "Blinding Lights"                      | 4.982             | The Weeknd                               | 29 de Novembro de 2019  | [ 2 ] [ 3 ]     |
| 2               | "Shape of You"                         | 4.510             | Ed Sheeran                               | 6 de Janeiro de 2017    | [ 4 ]           |
| 3               | "Starboy"                              | 4.044             | The Weeknd                               | 21 de Setembro de 2016  | [ 5 ] [ 6 ]     |
| 4               | "Someone You Loved"                    | 4.018             | Lewis Capaldi                            | 8 de Novembro de 2018   | [ 7 ]           |
| 5               | "As It Was"                            | 4.007             | Harry Styles                             | 1 de Abril de 2022      | [ 8 ] [ 9 ]     |
| 6               | "Sweater Weather"                      | 3.959             | The Neighbourhood                        | 28 de Março de 2012     | [ 2 ]           |
| 7               | "Sunflower"                            | 3.922             | Post Malone e Swae Lee                   | 18 de Outubro de 2018   | [ 10 ]          |
| 8               | "One Dance"                            | 3.752             | Drake feat. Wizkid e Kyla                | 5 de Abril de 2016      | [ 11 ] [ 7 ]    |
| 9               | "Stay"                                 | 3.636             | The Kid Laroi e Justin Bieber            | 9 de Julho de 2021      | [ 12 ]          |
| 10              | "Perfect"                              | 3.576             | Ed Sheeran                               | 3 de Março de 2017      | [ 13 ] [ 3 ]    |
| 11              | "Believer"                             | 3.547             | Imagine Dragons                          | 1 de Fevereiro de 2017  | [ 14 ] [ 15 ]   |
| 12              | "Heat Waves"                           | 3.439             | Glass Animals                            | 29 de Junho de 2020     | [ 16 ] [ 17 ]   |
| 13              | "Lovely"                               | 3.366             | Billie Eilish e Khalid                   | 19 de Abril de 2018     | [ 18 ] [ 19 ]   |
| 14              | "Closer"                               | 3.317             | The Chainsmokers                         | 21 de Setembro de 2016  | [ 20 ]          |
| 15              | "Say You Won't Let Go"                 | 3.306             | James Arthur                             | 9 de Setembro de 2016   | [ 21 ] [ 22 ]   |
| 16              | "Dance Monkey"                         | 3.281             | Tones And I                              | 10 de Maio de 2019      | [ 23 ]          |
| 17              | "Something Just Like This"             | 3.218             | The Chainsmokers e Coldplay              | 22 de Fevereiro de 2017 | [ 24 ] [ 25 ]   |
| 18              | "Rockstar"                             | 3.201             | Post Malone feat. 21 Savage              | 15 de Setembro de 2017  | [ 26 ] [ 27 ]   |
| 19              | "Riptide"                              | 3.166             | Vance Joy                                | 21 de Maio de 2013      | [ 28 ] [ 29 ]   |
| 20              | "I Wanna Be Yours"                     | 3.131             | Arctic Monkeys                           | 6 de Dezembro de 2019   | [ 30 ] [ 25 ]   |
| 21              | "Yellow"                               | 3.107             | Coldplay                                 | 26 de Junho de 2000     | [ 31 ] [ 32 ]   |
| 22              | "Another Love"                         | 3.090             | Tom Odell                                | 9 de Novembro de 2015   | [ 23 ]          |
| 23              | "Take Me To Church"                    | 3.086             | Hozier                                   | 13 de Setembro de 2013  | [ 15 ]          |
| 24              | "The Night We Met"                     | 3.085             | Lord Huron                               | 7 de Abril de 2015      | [ 33 ] [ 34 ]   |
| 25              | "Señorita"                             | 3.042             | Shawn Mendes e Camila Cabello            | 21 de Junho de 2019     | [ 35 ] [ 29 ]   |
| 26              | "Watermelon Sugar"                     | 3.041             | Harry Styles                             | 15 de Maio de 2020      | [ 36 ] [ 6 ]    |
| 27              | "Counting Stars"                       | 3.026             | OneRepublic                              | 25 de Março de 2013     | [ 37 ] [ 38 ]   |
| 28              | "Photograph"                           | 2.992             | Ed Sheeran                               | 20 de Junho de 2014     | [ 2 ]           |
| 29              | "Don't Start Now"                      | 2.965             | Dua Lipa                                 | 1 de Novembro de 2019   | [ 39 ] [ 40 ]   |
| 30              | "Cruel Summer"                         | 2.955             | Taylor Swift                             | 23 de Agosto de 2019    | [ 41 ]          |
| 31              | "Lucid Dreams"                         | 2.914             | Juice WRLD                               | 4 de Maio de 2018       | [ 2 ]           |
| 32              | "Can't Hold Us"                        | 2.938             | Macklemore & Ryan Lewis feat. Ray Dalton | 16 de Agosto de 2011    | [ 9 ]           |
| 33              | "Goosebumps"                           | 2.866             | Travis Scott feat. Kendrick Lamar        | 2 de Setembro de 2016   | [ 42 ]          |
| 34              | "Circles"                              | 2.865             | Post Malone                              | 30 de Agosto de 2019    | [ 43 ] [ 44 ]   |
| 35              | "Die for You"                          | 2.842             | The Weeknd                               | 25 de Novembro de 2016  | [ 45 ] [ 41 ]   |
| 36              | "Bohemian Rhapsody"                    | 2.836             | Queen                                    | 31 de Outubro de 1975   | [ 7 ]           |
| 37              | "Viva La Vida"                         | 2.829             | Coldplay                                 | 12 de Junho de 2008     | [ 46 ] [ 23 ]   |
| 38              | "Thinking Out Loud"                    | 2.815             | Ed Sheeran                               | 20 de Junho de 2014     | [ 47 ] [ 48 ]   |
| 39              | "Love Yourself"                        | 2.810             | Justin Bieber                            | 10 de Novembro de 2015  | [ 49 ] [ 50 ]   |
| 40              | "Shallow"                              | 2.808             | Lady Gaga e Bradley Cooper               | 27 de Setembro de 2018  | [ 51 ] [ 52 ]   |
| 41              | "God's Plan"                           | 2.805             | Drake                                    | 19 de Janeiro de 2018   | [ 17 ]          |
| 42              | "Just the Way You Are"                 | 2.801             | Bruno Mars                               | 20 de Julho de 2010     | [ 53 ] [ 54 ]   |
| 43              | "All of Me"                            | 2.769             | John Legend                              | 12 de Agosto de 2013    | [ 55 ]          |
| 44              | "Wake Me Up"                           | 2.766             | Avicii                                   | 17 de Junho de 2013     | [ 56 ] [ 57 ]   |
| 45              | "Thunder"                              | 2.752             | Imagine Dragons                          | 27 de Abril de 2017     | [ 58 ] [ 59 ]   |
| 46              | "Bad Guy"                              | 2.751             | Billie Eilish                            | 29 de Março de 2019     | [ 60 ] [ 61 ]   |
| 47              | "Birds Of A Feather"                   | 2.743             | Billie Eilish                            | 17 de Maio de 2024      |                 |
| 48              | "Every Breath You Take"                | 2.739             | The Police                               | 20 de Maio de 1983      | [ 62 ] [ 22 ]   |
| 49              | "Demons"                               | 2.718             | Imagine Dragons                          | 4 de Setembro de 2012   | [ 63 ] [ 64 ]   |
| 50              | "Locked Out Of Heaven"                 | 2.705             | Bruno Mars                               | 1 de Outubro de 2012    | [ 65 ]          |
| 51              | "The Hills"                            | 2.699             | The Weeknd                               | 27 de Maio de 2015      | [ 66 ] [ 3 ]    |
| 52              | "Stressed Out"                         | 2.699             | Twenty One Pilots                        | 28 de Abril de 2015     | [ 67 ] [ 68 ]   |
| 53              | "When I Was Your Man"                  | 2.688             | Bruno Mars                               | 7 de Dezembro de 2012   | [ 69 ]          |
| 54              | "Without Me"                           | 2.682             | Eminem                                   | 15 de maio de 2002      | [ 70 ] [ 71 ]   |
| 55              | "Mr. Brightside"                       | 2.680             | The Killers                              | 7 de Junho de 2004      | [ 22 ]          |
| 56              | "That's What I Like"                   | 2.679             | Bruno Mars                               | 18 de Novembro de 2016  | [ 72 ] [ 73 ]   |
| 57              | ''Die With A Smile''                   | 2.677             | Lady Gaga Feat. Bruno Mars               | 17 de Outubro de 2024   |                 |
| 58              | "Humble"                               | 2.674             | Kendrick Lamar                           | 30 de Março de 2017     | [ 74 ] [ 75 ]   |
| 59              | "In the End"                           | 2.640             | Linkin Park                              | 24 de Outubro de 2000   | [ 76 ] [ 7 ]    |
| 60              | "Do I Wanna Know?"                     | 2.628             | Arctic Monkeys                           | 19 de Junho de 2013     | [ 77 ] [ 69 ]   |
| 61              | "No Role Modelz"                       | 2.620             | J. Cole                                  | 4 de Agosto de 2014     | [ 65 ]          |
| 62              | "Lose Yourself"                        | 2.596             | Eminem                                   | 28 de Outubro de 2002   | [ 78 ] [ 79 ]   |
| 63              | "Let Her Go"                           | 2.591             | Passenger                                | 24 de Julho de 2012     | [ 9 ]           |
| 64              | "Flowers"                              | 2.579             | Miley Cyrus                              | 12 de Janeiro de 2023   | [ 80 ] [ 81 ]   |
| 65              | "Unforgettable"                        | 2.558             | French Montana feat. Swae Lee            | 7 de Abril de 2017      | [ 82 ]          |
| 66              | "7 Rings"                              | 2.557             | Ariana Grande                            | 18 de Janeiro de 2019   | [ 83 ] [ 84 ]   |
| 67              | "Let Me Love You"                      | 2.556             | DJ Snake feat. Justin Bieber             | 5 de Agosto de 2016     | [ 85 ] [ 25 ]   |
| 68              | "Drivers License"                      | 2.535             | Olivia Rodrigo                           | 8 de Janeiro de 2021    | [ 86 ] [ 87 ]   |
| 69              | "Treat You Better"                     | 2.532             | Shawn Mendes                             | 3 de Junho de 2016      | [ 88 ] [ 89 ]   |
| 70              | "Kill Bill"                            | 2.528             | Sza                                      | 8 de Dezembro de 2022   |                 |
| 71              | "One Kiss"                             | 2.481             | Calvin Harris e Dua Lipa                 | 6 de Abril de 2018      | [ 42 ]          |
| 72              | "Sorry"                                | 2.476             | Justin Bieber                            | 22 de Outubro de 2015   | [ 90 ] [ 89 ]   |
| 73              | "Don't Stop Believin' (2022 Remaster)" | 2.473             | Journey                                  | 17 de Julho de 1981     | [ 91 ] [ 22 ]   |
| 74              | "Smells Like Teen Spirit"              | 2.464             | Nirvana                                  | 10 de Setembro de 1991  | [ 92 ] [ 93 ]   |
| 75              | "Good 4 U"                             | 2.454             | Olivia Rodrigo                           | 14 de Maio de 2021      | [ 94 ] [ 95 ]   |
| 76              | "There's Nothing Holdin' Me Back"      | 2.456             | Shawn Mendes                             | 20 de Abril de 2017     | [ 96 ] [ 25 ]   |
| 77              | "See You Again"                        | 2.451             | Tyler,The Creator Feat. Kali Uchis       | 21 de Julho de 2017     |                 |
| 78              | "All The Stars"                        | 2.434             | Kendrick Lamar e Sza                     | 6 de Fevereiro de 2018  |                 |
| 79              | "Happier"                              | 2.426             | Marshmello e Bastille                    | 17 de Agosto de 2018    | [ 97 ] [ 98 ]   |
| 80              | "Seven"                                | 2.425             | Jung Kook Feat. Latto                    | 14 de Julho de 2023     |                 |
| 81              | "Cold Heart (Pnau Remix)"              | 2.419             | Elton John e Dua Lipa                    | 13 de Agosto de 2023    | [ 99 ] [ 100 ]  |
| 82              | "Sad!"                                 | 2.400             | XXXTentacion                             | 1 de Março de 2018      | [ 101 ] [ 79 ]  |
| 83              | "Sicko Mode"                           | 2.397             | Travis Scott feat. Drake                 | 3 de Agosto de 2018     | [ 102 ] [ 103 ] |
| 84              | "Save Your Tears"                      | 2.392             | The Weeknd                               | 20 de Março de 2020     | [ 104 ] [ 69 ]  |
| 85              | "Lean On"                              | 2.391             | Major Lazer e DJ Snake feat. MØ          | 2 de Março de 2015      | [ 105 ] [ 82 ]  |
| 86              | "Jocelyn Flores"                       | 2.385             | XXXTentacion                             | 31 de Outubro de 2017   | [ 106 ]         |
| 87              | "Wonderwall"                           | 2.384             | Oasis                                    | 30 de Outubro de 1995   | [ 107 ]         |
| 88              | "Uptown Funk"                          | 2.363             | Mark Ronson feat. Bruno Mars             | 10 de Novembro de 2014  |                 |
| 89              | "XO Tour Llif3"                        | 2.362             | Lil Uzi Vert                             | 24 de Março de 2017     | [ 108 ] [ 54 ]  |
| 90              | "Don't Stop Me Now"                    | 2.361             | Queen                                    | 26 de Janeiro de 1979   | [ 109 ]         |
| 91              | "Levitating"                           | 2.355             | Dua Lipa feat. DaBaby                    | 1 de Outubro de 2020    | [ 7 ]           |
| 92              | ''Espresso''                           | 2.354             | Sabrina Carpenter                        | 11 de Abril de 2024     |                 |
| 93              | "New Rules"                            | 2.348             | Dua Lipa                                 | 2 de Junho de 2017      | [ 110 ] [ 111 ] |
| 94              | "Someone Like You"                     | 2.332             | Adele                                    | 24 de Janeiro de 2011   |                 |
| 95              | "Too Good at Goodbyes"                 | 2.328             | Sam Smith                                | 8 de Setembro de 2017   | [ 82 ]          |
| 96              | "Stay with Me"                         | 2.319             | Sam Smith                                | 14 de Abril de 2014     | [ 112 ] [ 113 ] |
| 97              | "Havana"                               | 2.309             | Camila Cabello feat. Young Thug          | 3 de Agosto de 2017     | [ 114 ]         |
| 98              | "Memories"                             | 2.290             | Maroon 5                                 | 20 de Setembro de 2019  | [ 115 ] [ 116 ] |
| 99              | "Without Me"                           | 2.283             | Halsey                                   | 4 de Outubro de 2018    | [ 117 ] [ 118 ] |
| 100             | "'Till I Collapse"                     | 2.259             | Eminem feat. Nate Dogg                   | 26 de Maio de 2002      | [ 119 ] [ 120 ] |
| 101             | "Dakiti"                               | 2.241             | Bad Bunny e Jhay Cortez                  | 30 de Outubro de 2020   |                 |
| 102             | "We Don't Talk Anymore"                | 2.235             | Charlie Puth Feat. Selena Gomes          | 5 de Novembro de 2015   |                 |
| 103             | "Before You Go"                        | 2.220             | Lewis Capaldi                            | 19 de Novembro de 2019  |                 |
| 104             | "Night Changes"                        | 2.205             | One Direction                            | 17 de Novembro de 2014  |                 |
| 105             | "Faded"                                | 2.194             | Alan Walker                              | 3 de Dezembro de 2015   | [ 17 ]          |
| 106             | "I Took a Pill in Ibiza (Seeb Remix)"  | 2.192             | Mike Posner e Seeb                       | 14 de Abril de 2015     |                 |
| 107             | ''Easy On Me''                         | 2.184             | Adele                                    | 14 de Outubro de 2021   |                 |
| 108             | "Industry Baby"                        | 2.183             | Lil Nas X feat. Jack Harlow              | 23 de Julho de 2021     | [ 121 ] [ 122 ] |
| 109             | ''All I Want for Christmas Is You"     | 2.178             | Mariah Carey                             | 28 de Outubro de 1994   |                 |
| 110             | "Congratulations"                      | 2.177             | Post Malone feat. Quavo                  | 4 de Novembro de 2016   | [ 123 ] [ 113 ] |
| 111             | "See You Again"                        | 2.157             | Wiz Khalifa Feat. Charlie Puth           | 6 de Abril de 2015      |                 |
| 112             | "Moonlight"                            | 2.147             | XXXtentacion                             | 16 de Março de 2018     |                 |
| 113             | "Kiss Me More"                         | 2.141             | Doja Cat Feat. Sza                       | 9 de Abril de 2021      |                 |
| 114             | "Don't Let Me Down"                    | 2.139             | The Chainsmokers e Daya                  | 5 de Fevereiro de 2016  |                 |
| 115             | "Better Now"                           | 2.117             | Post Malone                              | 27 de Abril de 2018     | [ 124 ] [ 68 ]  |
| Em Maio de 2025 |                                        |                   |                                          |                         |                 |

## 50 músicas em português mais tocadas no Spotify (Note: As canções apresentadas a seguir são totalmente em português. Músicas multilíngues não entram na lista.)

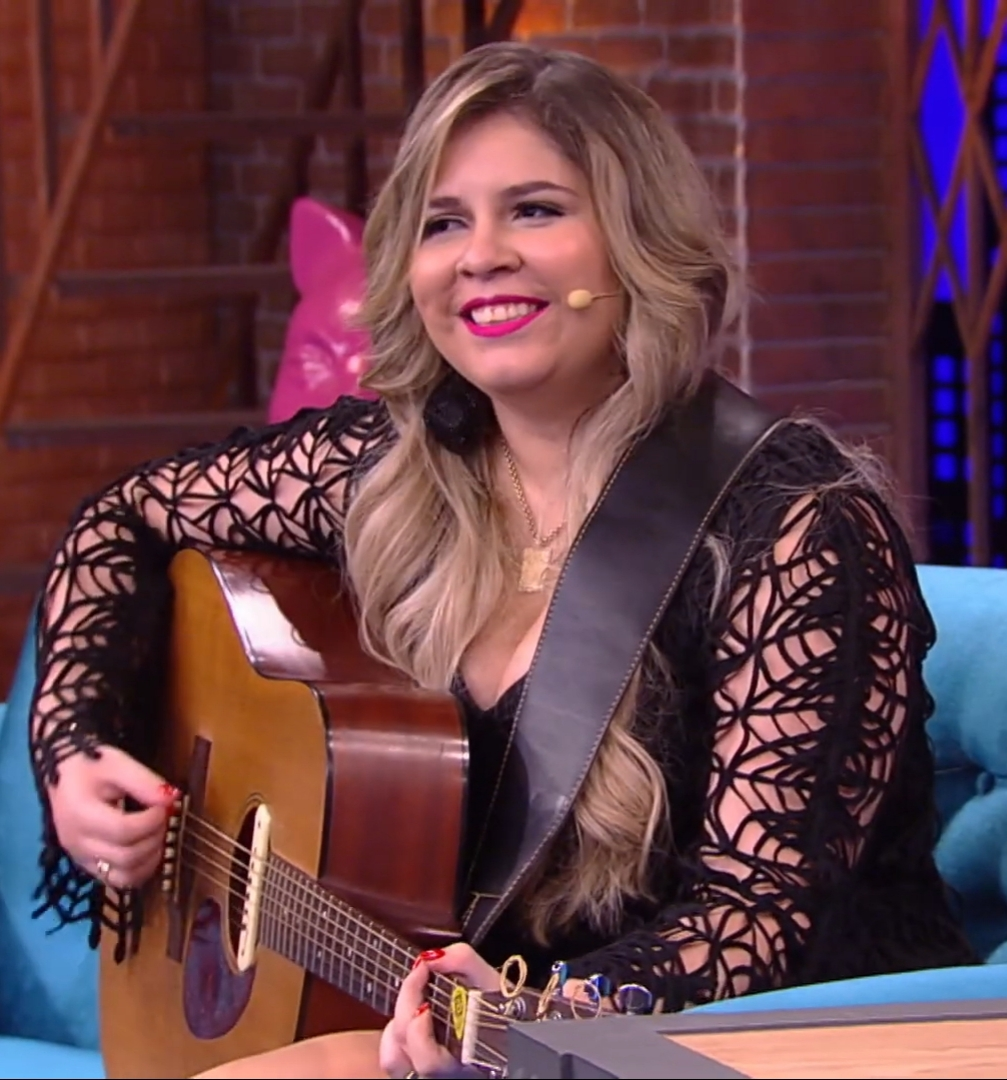
Marília Mendonça é a artista com mais músicas no top 50 com nove entradas

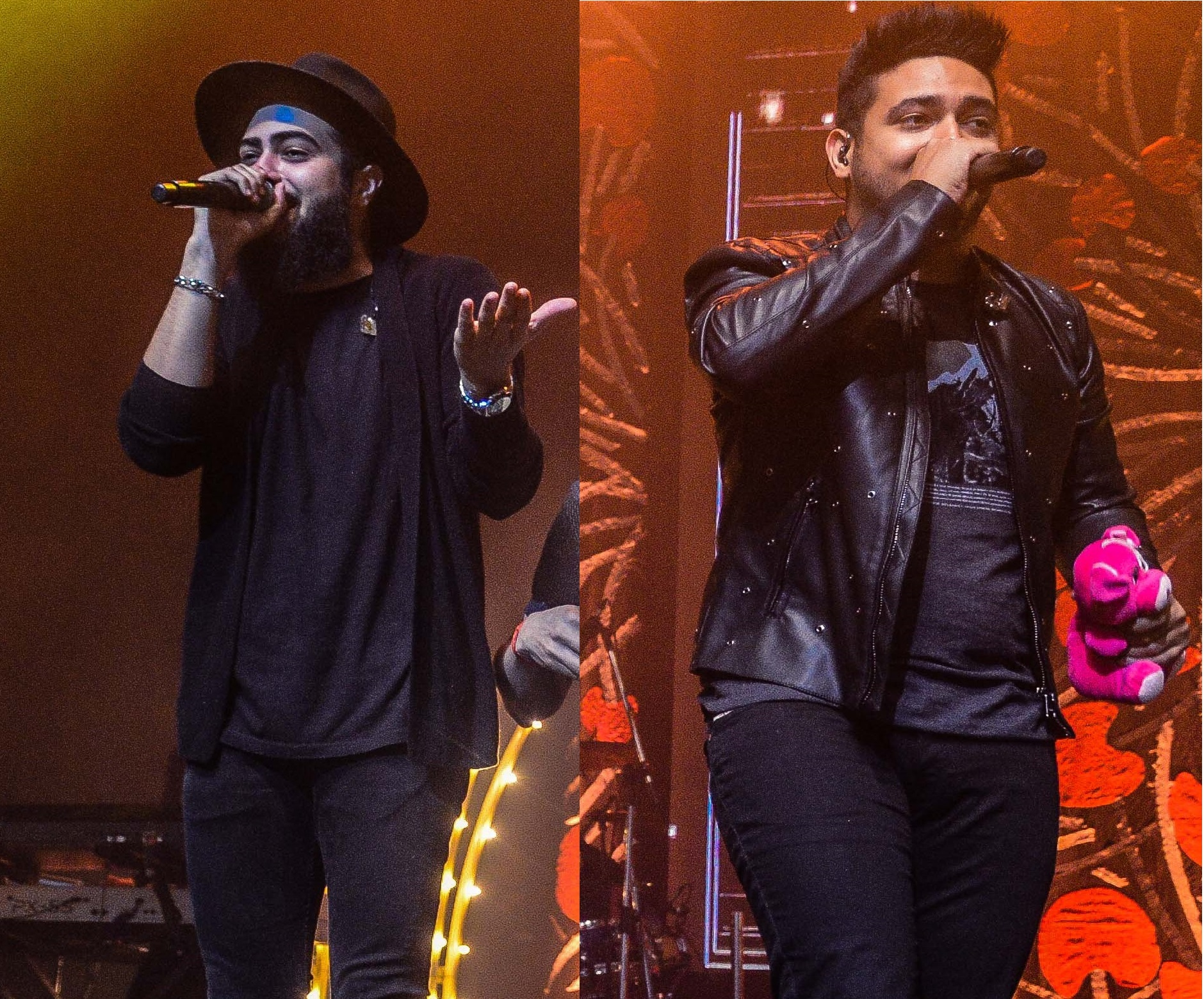
Henrique & Juliano são os artistas com mais músicas no top 50 com seis entradas

## Artistas com mais músicas no top 100
| Pos.                    | Artista          | Total de músicas | Top 10    | Top 10 | Top 100   | Top 100 | Música com +2 bilhões | Música com +2 bilhões | Música com +3 bilhões | Música com +3 bilhões |
| Pos.                    | Artista          | Total de músicas | Principal | Feat.  | Principal | Feat.   | Principal             | Feat.                 | Principal             | Feat.                 |
| ----------------------- | ---------------- | ---------------- | --------- | ------ | --------- | ------- | --------------------- | --------------------- | --------------------- | --------------------- |
| 1                       | Post Malone      | 5                | 2         |        | 5         |         | 3                     |                       |                       |                       |
| 1                       | Justin Bieber    | 5                | 1         |        | 4         | 1       | 2                     |                       |                       |                       |
| 1                       | Ed Sheeran       | 5                | 1         |        | 5         |         | 3                     |                       | 1                     |                       |
| 1                       | Dua Lipa         | 5                |           |        | 5         |         | 1                     |                       |                       |                       |
| 5                       | The Weeknd       | 4                | 2         |        | 5         |         | 2                     |                       | 1                     |                       |
| 5                       | Bruno Mars       | 4                |           |        | 3         | 1       |                       |                       |                       |                       |
| 5                       | Shawn Mendes     | 4                |           |        | 4         |         | 1                     |                       |                       |                       |
| 8                       | Imagine Dragons  | 3                |           |        | 3         |         | 2                     |                       |                       |                       |
| 8                       | Drake            | 3                | 1         |        | 2         | 1       | 2                     |                       |                       |                       |
| 8                       | The Chainsmokers | 3                |           |        | 3         |         | 1                     |                       |                       |                       |
| 8                       | XXXTentacion     | 3                |           |        | 3         |         | 2                     |                       |                       |                       |
| 8                       | Eminem           | 3                |           |        | 3         |         |                       |                       |                       |                       |
| 8                       | Coldplay         | 3                |           |        | 2         | 1       |                       | 1                     |                       |                       |
| Em 9 de outubro de 2023 |                  |                  |           |        |           |         |                       |                       |                       |                       |

## 45 músicas brasileiras ouvidas do Spotify
A tabela a seguir lista as 45 músicas produzidas por artistas brasileiros com mais streamings no Spotify, estes arredondados ao milhão mais próximo, bem como o(s) artista(s) e a data de lançamento.
| Pos.                             | Canção                             | Streams (milhões) | Artista(s)                                                                  | Ano de lançamento |
| -------------------------------- | ---------------------------------- | ----------------- | --------------------------------------------------------------------------- | ----------------- |
| 1                                | "Hear Me Now"                      | 845,7             | Alok, Bruno Martini e Zeeba                                                 | 2016              |
| 2                                | "Downtown"                         | 845,5             | Anitta, J Balvin                                                            | 2017              |
| 3                                | "Envolver"                         | 705,8             | Anitta                                                                      | 2021              |
| 4                                | "Corazón"                          | 638,2             | Maluma, Nego do Borel                                                       | 2017              |
| 5                                | "Alibi"                            | 538,9             | Sevdaliza, Pabllo Vittar, Yseult                                            | 2024              |
| 6                                | "Bellakeo"                         | 524,1             | Peso Pluma e Anitta                                                         | 2023              |
| 7                                | "Olha a Explosão"                  | 510,7             | MC Kevinho                                                                  | 2016              |
| 8                                | "Leão"                             | 483,4             | Marília Mendonça                                                            | 2023              |
| 9                                | "Nosso Quadro"                     | 481,8             | Agroplay, Ana Castela                                                       | 2023              |
| 10                               | "Parado No Bailão"                 | 477,0             | MC L da Vinte, MC Gury                                                      | 2022              |
| 11                               | "Deep Down"                        | 470,0             | Alok, Ella Eyre, Kenny Dope & Never Dull                                    | 2022              |
| 12                               | "Liberdade Provisória"             | 419,9             | Henrique & Juliano                                                          | 2020              |
| 13                               | "Lapada Dela"                      | 416,2             | Grupo Menos É Mais e Matheus Fernandes                                      | 2023              |
| 14                               | "Piece of Your Heart - Alok Remix" | 410,4             | MEDUZA, Alok, Goodboys                                                      | 2019              |
| 15                               | "Erro Gostoso"                     | 407,1             | Simone Mendes                                                               | 2023              |
| 16                               | "Tá OK"                            | 394,8             | Dennis DJ, Kevin o Chris                                                    | 2023              |
| 17                               | "Arranhão"                         | 386,2             | Henrique & Juliano                                                          | 2021              |
| 18                               | "Eu Gosto Assim"                   | 381,2             | Gustavo Mioto, Mari Fernandez                                               | 2022              |
| 19                               | "Deixe Me Ir - Acústico "          | 378,9             | 1Kilo, Baviera, Knust, Pablo Martins                                        | 2017              |
| 20                               | "Bombonzinho"                      | 371,9             | Ana Castela e Israel & Rodolffo                                             | 2023              |
| 21                               | "Mal Feito"                        | 367,8             | Hugo & Guilherme, Marília Mendonça                                          | 2022              |
| 22                               | "Automotivo Bibi Fogosa"           | 361,8             | Bibi Babydoll, DJ Brunin XM, KZA Produções                                  | 2023              |
| 23                               | Vai Lá em Casa Hoje                | 348,8             | George Henrique & Rodrigo, Marília Mendonça                                 | 2021              |
| 24                               | "Let's Go 4"                       | 344,2             | Mc IG, MC PH, MC Ryan SP, DJ GBR, Mc Luki                                   | 2023              |
| 25                               | "Aquela Pessoa"                    | 343,3             | Henrique & Juliano                                                          | 2017              |
| 26                               | "Poesia Acústica #6 Era Uma Vez"   | 342,7             | MC Cabelinho, Orochi, Bob do Contra, Azzy, Filipe Ret, Dudu, Xamã e Maquiny | 2018              |
| 27                               | "Notificação Preferida"            | 342,6             | Zé Neto & Cristiano                                                         | 2018              |
| 28                               | "Lençol Dobrado"                   | 341,2             | João Gustavo e Murilo, Analaga                                              | 2018              |
| 29                               | "Meu Abrigo"                       | 338,4             | Melim                                                                       | 2018              |
| 30                               | "São Paulo"                        | 336,6             | The Weeknd, Anitta                                                          | 2024              |
| 31                               | "Esqueça-Me Se For Capaz"          | 333,9             | Marília Mendonça, Maiara & Maraisa                                          | 2021              |
| 32                               | "Meu Pedaço de Pecado"             | 333,7             | João Gomes                                                                  | 2021              |
| 33                               | "Traumatizei"                      | 333,0             | Zé Neto & Cristiano                                                         | 2023              |
| 34                               | "Ai, Se Eu Te Pego"                | 325,8             | Michel Teló                                                                 | 2011              |
| 35                               | "Bellaquita - Remix"               | 322,3             | Dalex, Lenny Tavárez, Anitta, Natti Natasha, Farruke, Justin Quiles         | 2019              |
| 36                               | "Traumatizei"                      | 321,5             | Henrique & Juliano                                                          | 2023              |
| 37                               | "Supera"                           | 320,3             | Marília Mendonça                                                            | 2019              |
| 38                               | "Oi Balde"                         | 319,3             | Henrique & Juliano                                                          | 2023              |
| 39                               | "Duas Três"                        | 319,2             | Guilherme & Benuto, Ana Castela, Adriano Rhod                               | 2023              |
| 40                               | "Haja Colírio"                     | 318,4             | Guilherme & Benuto feat Hugo & Guilherme                                    | 2023              |
| 41                               | "Seu Brilho Sumiu"                 | 316,2             | Israel & Rodolffo, Mari Fernandez                                           | 2023              |
| 42                               | "Novo Balanço"                     | 315,0             | Bvga Beatz, Prod Malax e Veigh                                              | 2022              |
| 43                               | "Briga Feia"                       | 311,1             | Henrique & Juliano                                                          | 2023              |
| 44                               | "Vampiro"                          | 310,5             | Matuê, WIU, Teto                                                            | 2022              |
| 45                               | "Como É Que A Gente Fica"          | 297,5             | Henrique & Juliano                                                          | 2016              |
| Atualizado em 25 de Maio de 2025 |                                    |                   |                                                                             |                   |

## 30 músicas mais ouvidas no Spotify Portugal
A tabela a seguir lista as 30 músicas com mais streamings no Spotify dos usuários portugueses, estes arredondados ao milhão mais próximo, bem como o(s) artista(s) e a data de lançamento.
| Pos.                  | Canção                                  | Streams (milhões) | Artista(s)                                        | Ano de lançamento |
| --------------------- | --------------------------------------- | ----------------- | ------------------------------------------------- | ----------------- |
| 1                     | "Devia Ir"                              | 27,9              | Wet Bed Gang                                      | 2018              |
| 2                     | "Blinding Lights"                       | 24,6              | The Weeknd                                        | 2019              |
| 3                     | "Lua"                                   | 22,6              | Ivandro                                           | 2024              |
| 4                     | "Te Amo"                                | 21,8              | Calema                                            | 2020              |
| 5                     | "As It Was"                             | 21,1              | Harry Styles                                      | 2022              |
| 6                     | "Como Tu"                               | 20,9              | Bárbara Bandeira feat Ivandro                     | 2023              |
| 7                     | "Watermelon Sugar"                      | 19,2              | Harry Styles                                      | 2020              |
| 8                     | "Essa Saia"                             | 18,8              | Bispo feat Ivandro                                | 2020              |
| 9                     | "Someone You Loved"                     | 18,5              | Lewis Capaldi                                     | 2018              |
| 10                    | "Tá OK"                                 | 17,6              | DENNIS & Kevin O Chris                            | 2023              |
| 11                    | "Nosso Quadro"                          | 17,0              | Ana Castela                                       | 2023              |
| 12                    | "Borboletas"                            | 17,0              | Gama WNTD                                         | 2020              |
| 13                    | "DANÇARINA"                             | 17,0              | Pedro Sampaio feat MC Pedrinho                    | 2022              |
| 14                    | "lovely"                                | 16,8              | Billie Eilish e Khalid                            | 2018              |
| 15                    | "MORENA"                                | 16,7              | Luan Santana                                      | 2021              |
| 16                    | "Fica"                                  | 16,5              | Domingues                                         | 2020              |
| 17                    | "Chakras"                               | 16,4              | Ivandro feat Julinho KSD                          | 2024              |
| 18                    | "La Bachata"                            | 16,3              | Manuel Turizo                                     | 2023              |
| 19                    | "Another Love"                          | 16,1              | Tom Odell                                         | 2012              |
| 20                    | "Novo Balanço"                          | 16,1              | Veigh                                             | 2022              |
| 21                    | "Do I Wanna Know?"                      | 15,5              | Artic Monkeys                                     | 2013              |
| 22                    | "Tempo"                                 | 15,0              | FRANKIEONTHEGUITAR feat T-Rex, LON3R JOHNY, Bispo | 2019              |
| 23                    | "Somos Iguais"                          | 15,0              | Plutonio                                          | 2019              |
| 24                    | "Teu Eternamente"                       | 14,4              | Slow J                                            | 2019              |
| 25                    | "Quevedo: Bzrp Music Sessions, Vol. 52" | 14,4              | Quevedo & Bizarrap                                | 2022              |
| 26                    | "Si No Estás"                           | 14,2              | iñigo quintero                                    | 2024              |
| 27                    | "Sweater Weather"                       | 14,1              | The Neighbourhood                                 | 2012              |
| 28                    | "Heat Waves"                            | 14,0              | Glass Animals                                     | 2020              |
| 29                    | "Bairro"                                | 13,9              | Wet Bed Gang                                      | 2021              |
| 30                    | "Mo Boy"                                | 13,7              | Dillaz                                            | 2016              |
| A 10 de Julho de 2024 |                                         |                   |                                                   |                   |

## 50 músicas em português mais tocadas no Spotify[D]
| Pos.                  | Canção                                                                             | Streams (milhões) | Artista(s)                                                                                              | Data de lançamento      | Gênero musical          | Ref(s)                  |
| --------------------- | ---------------------------------------------------------------------------------- | ----------------- | --- | ----------------------- | ----------------------- | ----------------------- |
| 1                     | "Olha a Explosão"                                                                  | 518,2             | Kevinho                                                                                                 | 15 de Dezembro de 2016  | Funk brasileiro         | [ 126 ] [ 127 ]         |
| 2                     | "Leão"                                                                             | 487,0             | Marília Mendonça                                                                                        | 9 de Dezembro de 2022   | Brega                   | [ 128 ] [ 129 ]         |
| 3                     | "Nosso Quadro"                                                                     | 484,4             | Ana Castela                                                                                             | 2 de Fevereiro de 2023  | Reggaeton               | [ 130 ] [ 131 ]         |
| 4                     | "Liberdade Provisória"                                                             | 425,9             | Henrique & Juliano                                                                                      | 15 de Maio de 2020      | Sertanejo               | [ 132 ] [ 133 ]         |
| 5                     | "Lapada Dela"                                                                      | 424,3             | Menos é Mais e Matheus Fernandes                                                                        | 20 de Janeiro de 2023   | Pagode                  | [ 134 ] [ 135 ]         |
| 6                     | "Erro Gostoso"                                                                     | 413,4             | Simone Mendes                                                                                           | 27 de Janeiro de 2023   | Sertanejo               | [ 136 ] [ 137 ]         |
| 7                     | "Tá OK"                                                                            | 398,7             | DENNIS e MC Kevin O Chris                                                                               | 4 de Maio de 2023       | Funk brasileiro         | [ 138 ] [ 139 ]         |
| 8                     | "Arranhão"                                                                         | 387,9             | Henrique & Juliano                                                                                      | 6 de Agosto de 2021     | Sertanejo               | [ 140 ] [ 133 ]         |
| 9                     | "Deixe Me Ir (Acústico)"                                                           | 385,2             | 1Kilo feat Krust e Baviera                                                                              | 17 de Março de 2017     | Rap acústico            | [ 141 ] [ 142 ]         |
| 10                    | "Eu Gosto Assim"                                                                   | 383,6             | Gustavo Mioto feat Mari Fernandez                                                                       | 16 de Setembro de 2022  | Sertanejo universitário | [ 143 ] [ 144 ]         |
| 11                    | "Bombonzinho"                                                                      | 372,7             | Israel & Rodolffo feat Ana Castela                                                                      | 3 de Novembro de 2022   | Pisadinha               | [ 145 ] [ 146 ]         |
| 12                    | "Mal Feito"                                                                        | 370,0             | Hugo & Guilherme feat Marília Mendonça                                                                  | 14 de Janeiro de 2022   | Sertanejo               | [ 147 ] [ 148 ]         |
| 13                    | "Automotivo Bibi Fogosa"                                                           | 367,8             | Bibi Babydoll, DJ Brunin XM e KZA Produções                                                             | 10 de Novembro de 2023  | Funk brasileiro         | [ 149 ] [ 150 ]         |
| 14                    | "Vai Lá em Casa Hoje"                                                              | 351,4             | George Henrique & Rodrigo feat Marília Mendonça                                                         | 22 de Outubro de 2021   | Sertanejo               | [ 151 ] [ 152 ]         |
| 15                    | "Notificação Preferida"                                                            | 350,1             | Zé Neto & Cristiano                                                                                     | 13 de Julho de 2018     | Sertanejo               | [ 153 ] [ 154 ]         |
| 16                    | "Let's Go 4"                                                                       | 347,6             | DJ GBR, MC IG, MC Ryan SP, MC PH, MC Davi, MC Luki, MC Don Juan, MC Kadu, TrapLaudo, MC GP e MC GH do 7 | 11 de Setembro de 2023  | Trap funk               | [ 155 ] [ 156 ]         |
| 17                    | "Poesia Acústica #6: Era Uma Vez"                                                  | 346,8             | Pineapple Storm TV feat MC Cabelinho, Orochi, Bob do Contra, Maquiny, Azzy, Filipe Ret, Dudu e Xamã     | 24 de Dezembro de 2019  | Trap soul               | [ 157 ] [ 158 ]         |
| 18                    | "Lençol Dobrado"                                                                   | 346,5             | Analaga e João Gustavo & Murilo                                                                         | 8 de Junho de 2018      | Sertanejo universitário | [ 159 ] [ 160 ]         |
| 19                    | "Meu Abrigo"                                                                       | 340,6             | Melim                                                                                                   | 8 de Dezembro de 2018   | MPB                     | [ 161 ] [ 162 ]         |
| 20                    | "Meu Pedaço de Pecado"                                                             | 337,2             | João Gomes                                                                                              | 28 de Maio de 2021      | Piseiro                 | [ 163 ] [ 164 ]         |
| 21                    | "Esqueça-Me Se For Capaz"                                                          | 336,4             | Marília Mendonça e Maiara & Maraisa                                                                     | 14 de Outubro de 2021   | Sertanejo               | [ 165 ] [ 129 ] [ 166 ] |
| 22                    | "Pot-Pourri: Melhor Eu Ir / Ligando os Fatos / Sonho de Amor / Deixa Eu Te Querer" | 333,3             | Menos é Mais, Di Propósito e Vou Zuar                                                                   | 23 de Abril de 2020     | Pagode                  | [ 134 ] [ 167 ]         |
| 23                    | "Traumatizei"                                                                      | 325,0             | Henrique & Juliano                                                                                      | 28 de Julho de 2023     | Sertanejo               | [ 168 ] [ 133 ]         |
| 24                    | "Supera"                                                                           | 323,4             | Marília Mendonça                                                                                        | 16 de Agosto de 2019    | Sertanejo               | [ 169 ] [ 129 ]         |
| 25                    | "Oi Balde"                                                                         | 322,4             | Zé Neto & Cristiano                                                                                     | 19 de Fevereiro de 2023 | Sertanejo               | [ 153 ] [ 170 ]         |
| 26                    | "Duas Três"                                                                        | 320,5             | Guilherme & Benuto, Ana Castela e Adriadno Rhod                                                         | 9 de Fevereiro de 2023  | Sertanejo               | [ 171 ] [ 172 ]         |
| 27                    | "Haja Colírio"                                                                     | 320,0             | Guilherme & Benuto feat Hugo & Guilherme                                                                | 23 de Junho de 2023     | Sertanejo               | [ 173 ] [ 172 ]         |
| 28                    | "Novo Balanço"                                                                     | 318,9             | Veigh, Byga Beatz Supernova Ent e Prod Malax                                                            | 19 de Maio de 2023      | Trap                    | [ 174 ] [ 175 ]         |
| 29                    | "Seu Brilho Sumiu"                                                                 | 318,1             | Israel & Rodolffo feat Mari Fernandez                                                                   | 1 de Março de 2023      | Sertanejo universitário | [ 176 ] [ 146 ]         |
| 30                    | "Briga Feia"                                                                       | 316,9             | Henrique & Juliano                                                                                      | 15 de Maço de 2020      | Sertanejo               | [ 177 ] [ 133 ]         |
| 31                    | "Vampiro"                                                                          | 316,6             | Matuê, Teto e Wiu                                                                                       | 29 de Março de 2022     | Trap                    | [ 178 ] [ 179 ]         |
| 32                    | "Facas"                                                                            | 298,2             | Diego & Victor Hugo feat Bruno & Marrone                                                                | 15 de Outubro de 2020   | Sertanejo               | [ 180 ] [ 181 ]         |
| 33                    | "Volta Por Baixo"                                                                  | 298,0             | Henrique & Juliano                                                                                      | 5 de Maio de 2020       | Sertanejo               | [ 182 ] [ 133 ]         |
| 34                    | "A Maior Saudade"                                                                  | 296,5             | Henrique & Juliano                                                                                      | 3 de Setembro de 2021   | Sertanejo               | [ 183 ] [ 133 ]         |
| 35                    | "Vou Ter Que Superar"                                                              | 294,9             | Matheus & Kauan feat Marília Mendonça                                                                   | 22 de março de 2019     | Sertanejo               | [ 184 ] [ 185 ]         |
| 36                    | "Batom de Cereja"                                                                  | 292,9             | Israel & Rodolffo                                                                                       | 29 de Janeiro de 2021   | Pisadinha               | [ 186 ] [ 146 ]         |
| 37                    | "Propaganda"                                                                       | 292,9             | Jorge & Mateus                                                                                          | 13 de Fevereiro de 2018 | Sertanejo               | [ 187 ] [ 188 ]         |
| 38                    | "Largado às Traças"                                                                | 290,6             | Zé Neto & Cristiano                                                                                     | 13 de Julho de 2018     | Sertanejo               | [ 189 ] [ 154 ]         |
| 39                    | "Casei Com a Putaria"                                                              | 290,0             | MC Paiva ZS, MC Ryan SP e Kotim                                                                         | 1 de Julho de 2022      | Trap                    | [ 190 ] [ 191 ]         |
| 40                    | "Malvadão 3"                                                                       | 289,8             | Xamã | 10 de Novembro de 2021  | Trap soul               | [ 192 ] [ 193 ]         |
| 41                    | "Deixa"                                                                            | 285,5             | Lagum feat Ana Gabriela                                                                                 | 23 de Fevereiro de 2018 | MPB                     | [ 194 ] [ 195 ]         |
| 42                    | "Graveto"                                                                          | 282,4             | Marília Mendonça                                                                                        | 10 de Janeiro de 2020   | Sertanejo               | [ 196 ] [ 129 ]         |
| 43                    | "Bebi Liguei"                                                                      | 280,4             | Marília Mendonça                                                                                        | 22 de Fevereiro de 2019 | Sertanejo               | [ 197 ] [ 129 ]         |
| 44                    | "Atrasadinha"                                                                      | 277,6             | Felipe Araújo feat Ferrugem                                                                             | 17 de Janeiro de 2019   | Pagode                  | [ 198 ] [ 199 ]         |
| 45                    | "Ouvi Dizer"                                                                       | 274,5             | Melim                                                                                                   | 8 de Junho de 2017      | MPB                     | [ 200 ] [ 162 ]         |
| 46                    | "Coração de Gelo"                                                                  | 274,2             | WIU | 29 de Novembro de 2022  | Trap                    | [ 201 ] [ 202 ]         |
| 47                    | "Ciumeira"                                                                         | 274,1             | Marília Mendonça                                                                                        | 22 de Fevereiro de 2018 | Sertanejo               | [ 203 ] [ 129 ]         |
| 48                    | "Baby Me Atende"                                                                   | 271,8             | Matheus Fernandes e Dilsinho                                                                            | 26 de Fevereiro de 2021 | Piseiro                 | [ 204 ] [ 205 ]         |
| 49                    | "Pipoco"                                                                           | 265,0             | Ana Castela, Melody e Chris no Beat                                                                     | 1 de Junho de 2022      | Agronejo                | [ 206 ] [ 131 ]         |
| 50                    | "Recairei"                                                                         | 264,6             | Os Barões da Pisadinha                                                                                  | 17 de Abril de 2020     | Pisadinha               | [ 207 ] [ 208 ]         |
| Em 2 de junho de 2024 |                                                                                    |                   | |                         |                         |                         |